# NGC 2672
NGC 2672 este o interacțiune de galaxii situată în constelația Racul. A fost descoperită în 14 martie 1784 de către William Herschel. Se află la o distanță de 63,2 de megaparseci de Pământ.